# Renuka Chowdhury
Pour les articles homonymes, voir Chowdhury.
Renuka Chowdhury, née le 13 août 1954, est une femme politique indienne membre du Congrès national indien, plusieurs fois ministre.
Elle représente son parti comme élue de l'État d'Andhra Pradesh au Rajya Sabha, la chambre haute du parlement, pour deux mandats successifs.
Elle est plusieurs fois ministre, d'abord ministre de la santé et de la protection de la famille de 1997 à 1998, ministre d'État au Tourisme à partir de 2004, et ministre de la Femme et du Développement de l'enfant de 2006 à 2009.

## Biographie

### Jeunesse
Née le 13 août 1954 à Vishakhapatnam dans l'Andhra Pradesh, Renuka Chowdhury est la fille du commodore de l'Air Suryanarayana Rao et de Vasundhara. Renuka est l'aînée de trois filles. Elle étudie à la Welham Girls 'School, à Dehradun et obtient son BA en psychologie industrielle de l' Université de Bangalore. Renuka épouse Sreedhar Chowdhury en 1973.

### Carrière
Renuka Chowdhury entre en politique en 1984 en tant que membre du Telugu Desam Party. Elle est membre du Rajya Sabha, la chambre haute du parlement, pendant deux mandats consécutifs et whip en chef du parti parlementaire Telugu Desam de 1986 à 1998,.
Elle est ministre d'État de l'Union chargée de la santé et de la protection de la famille de 1997 à 1998 au sein du cabinet de H.D. Deve Gowda. Elle quitte en 1998 le Telugu Desam Party pour rejoindre le parti du Congrès. En 1999 et 2004, elle est élue successivement aux 13e et 14e Lok Sabha comme représentante de la circonscription de Khammam. Elle est par ailleurs membre du Comité des finances de 1999 à 2000, et du Comité sur l'autonomisation des femmes de 2000 à 2001.
En mai 2004, elle devient ministre d'État au Tourisme du gouvernement de l'Alliance progressiste unie (UPA I). Elle est ministre d'État de l'Union (charge indépendante), ministre des Femmes et du Développement de l'enfant dans le gouvernement de l'Alliance progressiste unie (UPA I) de janvier 2006 à mai 2009. Elle fait voter la loi Domestic Violence Bill (loi sur la violence domestique) qui réprime les violences faites aux femmes, leur donne une protection juridique, réprime les différentes formes de violence et de harcèlement, leur donne le droit à un logement sûr, leur permet de quitter le foyer en cas de maltraitance, interdit à leur ancien agresseur de les approcher. Lors des élections de mai 2009 au Lok Sabha, Renuka Chowdary est battue par Nama Nageswara Rao du TDP de Khammam. Le journal de Bombay, Mid Day, a rapporté en 2009 qu'en réponse à la « menace de Sri Ram Sena pour la Saint-Valentin », Renuka Chowdary a déclaré que les jeunes devraient envahir les pubs et faire un point à la brigade de la police morale. Après l'attaque du pub de Mangalore en 2009 par Sri Ram Sene, Renuka Chouwdary déclaré que Mangalore a été « talibanisé » selon elle. Cela aboutit à une plainte déposée contre elle par le maire de la ville, l'accusant de monter en épingle des incidents isolés et de faire des commentaires généralisés sur la ville,. La campagne Pub Bharo était en fait dirigée par sa plus jeune fille Tejaswini.
Renuka Chowdary devient porte-parole du Congrès et est réélue au Rajya Sabha en 2012.

### Commissions parlementaires
- Membre, Commission des finances (1999-2000)
- Membre, Comité sur l'autonomisation des femmes (2000-2001)
- Membre, Commission des assurances gouvernementales (mai 2012 - septembre 2014)
- Membre, Commission des finances (mai 2012 - mai 2014)
- Membre, Comité consultatif des entreprises (mai 2013 - septembre 2014)
- Membre, Commission de l'agriculture (depuis septembre 2014)
- Membre, comité de la Chambre (depuis septembre 2014)
- Membre, Comité des fins générales (depuis avril 2016)
- Président, Comité de la science et de la technologie, de l'environnement et des forêts (depuis avril 2016)